# نظرية التحديد الذاتي
نظرية التحديد الذاتي (Self-determination theory)، هي نظرية تشرح الدافعية والاتجاهات الشخصية، وهي تهتم بوصف نمو التوجهات الطبيعية والحاجات النفسية لدى الأفراد. وهذه النظرية تصف تحديداً الأسباب وراء اختيارات الافراد ودوافعهم لأداء النشاط من دون أي تدخلات خارجية أو مقاطعة لرغبتهم الداخلية. نظرية التحديد الذاتي تهتم بوصف سلوك الأفراد من خلال قياس مدى ارتباط أداء السلوك بالتحفيز الداخلي واختيارهم الذاتي لأداءه.
بدأت بوادر هذه النظرية في الثمانينات حيث كانت هناك مقارنات بين الدافع الداخلي والدافع الخارجي ومن خلال الفهم المتراكم لهذه المقارنات وللدور الذي يلعبه الدافع الداخلي بدأت تتشكل نظرية التحديد الذاتي في التسعينات وتحديداً في 1985م على يد الباحثان إدوارد ديسي وريتشاد راين Edward Deci و Richard Ryan ومن ثم بدأت تطبيقات هذه النظرية تظهر جلياً من عام 2000 م.
ضمن أحد أهم مبادئ هذه النظرية هي النظرة المعاكسة لدور الحافز الخارجي (مثل استخدام المال أو الجائزة، أو التخويف بالعقاب أو الطرد من المؤسسة) في التحفيز السليم والمستمر، وكذلك في تقديم حياة صحية ونفسية منسجمة مع النفس. حيث يتم وصف أعلى مستوى للدافعية (الدافعية الداخلية) بأنه المبادرة إلى أداء العمل حباً فيه ولكونه شيقاً ومرضي في حد ذاته، وهذا على العكس من (الدافع الخارجي) والذي يعكس مفهوم أداء العمل من أجل نيل مكسب مادي أو خوفاً من نتائج سلبية.
كان من أبرز ما جاء في دراسة الباحثان Edward Deci و Richard Ryan هو شرح الفروق المتمثلة في الدافع الداخلي والدافع الخارجي ضمن سلسلة تبدأ من أقل مستوى من الدافعية وتسمى «دافع اللا ارتباطي» (Amotivation) وتنتهي إلى أعلى مستوى من الدافعية وتسمى «الدافع الداخلي» (Intrinsic motivation)، وكان من نتائج تلك البحوث افتراض الحاجات الفطرية أو النفسية الداعمة للدافع الداخلي لدى الفرد وهي ثلاث حاجات:

## النظرية الأساسية
تتركز نظرية إس دي تي على الاعتقاد بأن الطبيعة البشرية تُظهر سمات إيجابية مستمرة، وأنها تُظهر مرارًا وتكرارًا الجهد والقوة والالتزام في حياتهم الذي تسميه النظرية «نزعات النمو المتأصلة». يمتلك الناس أيضًا احتياجات نفسية فطرية تشكل أساسًا للدوافع الذاتية وتكامل الشخصية.
تحدد النظرية ثلاثة احتياجات فطرية تسمح، إذا أُرضيت، بالمهمة والنمو الأمثلين:
1. الكفاءة [2][3]
2. الشعور بالارتباط [4]
3. الاستقلال الذاتي[5][6]

تُعتبر هذه الاحتياجات ضرورية عالمية فطرية وغير مُتعلَّمة (غريزية)، وموجودة في البشرية باختلاف الزمن والجنس والثقافة.
يّدعي ديسي وريان أن هناك ثلاثة عناصر أساسية للنظرية:
1. يتفاعل البشر بطبيعتهم مع إمكاناتهم وإتقان قواهم الداخلية (مثل المحركات والعواطف)
2. البشر لديهم ميل متأصل نحو تنمية النمو والأداء المتكامل
3. التطور الأمثل والأفعال المثلى متأصلان في البشر لكنهما لا يحدثان تلقائيًا

لتفعيل قدراتهم الكامنة يحتاجون إلى رعاية من البيئة الاجتماعية.
إذا حدث ذلك، فهناك عواقب إيجابية (مثل الرفاهية والنمو) ولكن إذا لم يحدث، فهناك عواقب سلبية. بناءً عليه تؤكد نظرية إس دي تي على النمو الطبيعي للبشر نحو التحفيز الإيجابي؛ ومع ذلك، سيُحبط هذا إذا لم يتم تلبية احتياجاتهم الأساسية.

### الاحتياجات
تدعم نظرية إس دي تي ثلاثة احتياجات نفسية أساسية يجب أن يتم إشباعها لتعزيز الرفاهية والصحة. يمكن تطبيق هذه الاحتياجات عالميًا. ومع ذلك، قد يكون بعضها أكثر وضوحًا من الآخر في أوقات معينة ويُعبّر عنها بشكل مختلف استنادًا إلى الوقت أو الثقافة أو الخبرة.
الكفاءة
السعي للسيطرة على النتائج وتجريب السيادة.
الشعور بالارتباط
الرغبة في التفاعل والتواصل مع الآخرين وتجربة الاهتمام بالآخر.
الاستقلال الذاتي
الرغبة في أن يكون المرء عاملًا سببيًا في حياته ويتصرف بانسجام مع ذاته المتكاملة؛ ومع ذلك، لاحظ ديسي وفانستينكيسي أن هذا لا يعني الاستقلال عن الآخرين.

### الدوافع
تدعي نظرية إس دي تي أنها تقدم نهجًا مختلفًا للدوافع، مع الأخذ في الاعتبار ما يحفز الشخص في أي وقت معين بدلًا من رؤية الدافع كمفهوم وحدوي. تميز نظرية إس دي تي بين أنواع مختلفة من الدوافع وعواقبها.

#### الدوافع الداخلية
الدافع الداخلي هو الدافع الطبيعي المتأصل للبحث عن التحديات والإمكانيات الجديدة التي تربط نظرية إس دي تي بالتطور المعرفي والاجتماعي.
نظرية التقييم المعرفي (سي إي تي) هي نظرية فرعية عن نظرية تقرير المصير تحدد العوامل مُفسرةً الدوافع الداخلية والتباين معها وتبحث في كيفية مساعدة أو إعاقة العوامل الاجتماعية والبيئية للدوافع الداخلية. تركز نظرية سي إي تي على احتياجات الكفاءة والاستقلال. تُقدّم نظرية سي إي تي كتفسير للظاهرة المعروفة باسم «المزاحمة/الابتعاد» الدافعية.
يؤدي الادعاء بأن أحداث السياق الاجتماعي مثل ردود الفعل على العمل أو المكافآت إلى مشاعر الكفاءة وبالتالي تعزيز الدوافع الداخلية. وجد ديسي أن ردود الفعل الإيجابية عززت الدوافع الداخلية وردود الفعل السلبية قللت منه. ذهب فاليراند وريد إلى ما هو أبعد من ذلك ووجدوا أن هذه التأثيرات تتوسطها السيطرة المتصورة.
الاستقلال الذاتي، مع ذلك، يجب أن يصاحب الكفاءة لكي يرى الناس سلوكياتهم على أنها محددة ذاتيًا بواسطة الدافع الداخلي. لكي يحدث هذا يجب أن يكون هناك دعم سياقي فوري لكلا الحاجتين أو الموارد الداخلية بناءً على دعم التطوير المسبق لكلا الحاجتين.
ترتبط أيضًا نظرية سي إي تي والدوافع الداخلية بالشعور بالارتباط من خلال الفرضية القائلة بأن الدافع الداخلي يزدهر إذا ارتبط بشعور بالأمان والارتباط. وجد جرولنيك وريان حافزًا داخليًا أقل لدى الأطفال الذين اعتقدوا أن معلميهم غير مهتمين أو باردين وبالتالي لا يلبون احتياجاتهم الارتباطية.

#### الدوافع الخارجية
الدافع الخارجي يأتي من مصادر خارجية. طور ديسي وريان نظرية التكامل الحيوي (أوه آي تي)، كنظرية فرعية عن نظرية تقرير المصير، لشرح الطرق المختلفة التي يتم بها تنظيم السلوك ذي الدوافع الخارجية.
تُفصّل نظرية أوه آي تي الأشكال المختلفة للدوافع الخارجية والسياقات التي تنشأ فيها. هذا هو سياق هذا الدافع الذي يتعلق بنظرية إس دي تي حيث أن هذه السياقات تؤثر على ما إذا كانت دوافعها داخلية ومُدمجة في الشعور بالنفس.
تصف نظرية أوه آي تي أربعة أنواع مختلفة من الدوافع الخارجية التي غالبًا ما تختلف من حيث استقلالها الذاتي النسبي:
1. السلوك المنظم خارجيًا: هو الأقل استقلالية، يُؤدى كنتيجة لطلب خارجي أو مكافأة محتملة. يمكن اعتبار أن مثل هذه الإجراءات تمتلك موضع خارجي متصوَّرًا للسببية.[13]
2. التنظيم الداخلي للسلوك: يصف تطبيق الأنظمة على السلوك دون قبول تلك الأنظمة تمامًا على أنها خاصة بك. يزعم ديسي وريان أن مثل هذا السلوك يمثل عادةً الأنظمة من خلال الاعتداد بالنفس المشروط، مشيرين إلى اندماج الأنا كشكل كلاسيكي من التدخل. هذا هو نوع السلوك حيث يشعر الناس بدوافع لإظهار القدرة على الحفاظ على قيمة الذات. في حين أن هذا محفز داخليًا، والسلوك المندمج لديه موضع خارجي متصوَّرًا للسببية أو لا يأتي من ذات الشخص. نظرًا لأن السببية في السلوك تُعتبر خارجية، فإن السلوك يعتبر غير محدد ذاتيًا.
3. التنظيم من خلال تحديد الهوية: شكل أكثر استقلالًا ذاتيًا من الدافع الخارجي. يتضمن على تقييم هدف أو تنظيم ما بوعي بحيث يتم قبول ذلك الإجراء باعتباره مهمًا بشكل شخصي.
4. التنظيم المتكامل: هو أكثر أنواع الدوافع الخارجية استقلالًا ذاتيًا. يحدث عندما يتم استيعاب الأنظمة بالكامل مع الذات بحيث يتم تضمينها في التقييمات الذاتية للشخص والمعتقدات الخاصة بالاحتياجات الشخصية. ولهذا السبب، تتشارك الدوافع المتكاملة المميزات مع الدوافع الداخلية ولكن لا تزال تصنف على أنها خارجية لأن الأهداف التي تحاول تحقيقها هي لأسباب خارجة عن ذاتها، وليست متعة أو مصلحة متأصلة في المهمة.

يمكن دمج السلوكيات ذات الدوافع الخارجية في الذات. تقترح نظرية أوه آي تي أن التطبّع يحدث عندما يكون هناك شعور بالارتباط.
وجد ريان وستيلر ولاينتش أن الأطفال يتطبّعون بالأنظمة الخارجية للمدرسة عندما يشعرون بالأمان والاعتناء بهم من قبل الآباء والمدرسون.
يرتبط التطبّع بالدافع الخارجي أيضًا بالكفاءة. تقترح نظرية أوه آي تي أن مشاعر الكفاءة في الأنشطة يجب أن تسهل التطبّع بالإجراءات المذكورة.
الاستقلال الذاتي مهم بشكل خاص عند محاولة دمج أنظمته في إحساس الشخص بذاته. إذا سمح السياق الخارجي للشخص بدمج الأنظمة -فيجب أن يشعر بالكفاءة والارتباط والاستقلالية. يجب أن يفهموا أيضًا الأنظمة من حيث أهدافهم الأخرى لتسهيل الشعور بالاستقلال الذاتي. كان هذا مدعومًا من قبل ديسي وإغراري وباتريك وليون الذين وجدوا في المختبرات أنه إذا أُعطي للشخص سببًا مفيدًا للسلوك غير المثير للاهتمام جنبًا إلى جنب مع دعم شعوره بالاستقلالية والارتباط فإنه يتطبّع ويُدمجه في سلوكه.